# Бородавицыны
Бородавицыны (также писались Бородовицыны) — старинный русский дворянский род.
Согласно летописным свидетельствам, род этой фамилии ведёт своё начало от Фёдора Ивановича Бородавицына, получившего в 1610 году от польского короля Сигизмунда грамоту на поместье в Брянском уезде Орловской губернии Российской империи. Ларион Фёдорович Бородавицын в 1692 году московский дворянин.
Род Бородавицыных был записан Губернским дворянским депутатским собранием в VI часть дворянской родословной книги Смоленской губернии России и был утверждён Герольдией Правительствующего Сената в древнем (столбовом) дворянстве.

## Описание герба
Щит разделен горизонтально на две части, из них в верхней части, в правом красном поле, между трех пятиугольных золотых звезд, изображён серебряный полумесяц, рогами обращенный в правую сторону (изм. польский герб Ксежиц). В левом серебряном поле означена городовая стена красного цвета (польский герб Лодзя). В нижней части, в голубом поле, крестообразно положены две золотые стрелы, остриями обращённые к нижним углам (изм. польский герб Ёдзешко).
На щите дворянский коронованный шлем. Нашлемник: золотая корзина, наполненная разными цветами. Намёт на щите голубой и красный, подложенный серебром и голубым. Щитодержатели: два льва натурального цвета с загнутыми хвостами. Герб записан в Часть III Общего гербовника дворянских родов Всероссийской империи, страница 52.